# Bão Nangka (2020)
Bão Nangka hay bão số 7 tại Việt Nam và áp thấp nhiệt đới Nika tại Philippines là một cơn bão trái mùa đổ bộ vào khu vực Nam Đồng bằng Bắc Bộ vào giữa tháng 10 năm 2020, khi mà miền Trung Việt Nam đang phải hứng chịu trận mưa lũ, ngập lụt lịch sử nhiều ngày kể từ đầu tháng 10, do tác động của tổ hợp các hình thế là xoáy thuận nhiệt đới, dải hội tụ nhiệt đới và không khí lạnh: sâu xa hơn do ảnh hưởng của pha lạnh La Nina. Cơn bão cũng đã có những tác động đến các quốc gia như Lào, Thái Lan, Trung Quốc, Myanmar và Philippines.

## Diễn biến bão
Sau bão số 6 (Linfa) vào Quảng Ngãi, tối 11 tháng 10 một áp thấp nhiệt đới khác hình thành ở phía Tây đảo Luzon (Philippines). Ngày 12 tháng 10 áp thấp nhiệt đới mạnh lên thành bão có tên quốc tế là Nangka, Việt Nam gọi là bão số 7. Lúc 7 giờ sáng ngày 13 tháng 10 có vị trí tâm bão ở 18,4 độ Vĩ Bắc; 112,3 độ Kinh Đông, cách đảo Hải Nam (Trung Quốc) 220 km về phía Đông Đông Nam với sức gió mạnh cấp 9, giật cấp 11.  Tối cùng ngày, bão đã đi vào đảo Hải Nam (Trung Quốc). Đêm 13 rạng sáng 14 tháng 10, bão số 7 vào Vịnh Bắc Bộ và bắt đầu suy yếu. Chiều ngày 14 tháng 10, bão đã suy yếu thành áp thấp nhiệt đới trên vùng biển từ Thái Bình đến Thanh Hóa; chiều tối cùng ngày, áp thấp nhiệt đới đã đi vào đất liền các tỉnh Nam Định, Ninh Bình, Thanh Hoá với cường độ cấp 6-7, trong đó tâm áp thấp nhiệt đới được xác định đã đi qua xã Kim Đông, huyện Kim Sơn, tỉnh Ninh Bình (vùng Bãi Ngang, cực Nam của tỉnh Ninh Bình) và đảo Cồn Nổi thuộc huyện Kim Sơn - Ninh Bình vào khoảng 17 giờ 30 phút; sau đó suy yếu thành một vùng áp thấp trên đất liền các tỉnh Nam Định, Ninh Bình và Thanh Hóa. Trước đó khoảng 4-5 tiếng đồng hồ, Cơ quan khí tượng Nhật Bản và Trung tâm Cảnh báo Bão Liên hợp (Hải quân Hoa Kỳ) cũng đã xác nhận bão Nangka đổ bộ vào hai tỉnh Nam Định, Ninh Bình và đưa ra các cảnh báo cuối cùng về cơn bão.

## Ảnh hưởng
| Trạm đo                   | Gió mạnh         | Gió giật         | Chú thích     |
| ------------------------- | ---------------- | ---------------- | ------------- |
| Đảo Bạch Long Vĩ          | 23 m/s (cấp 9)   | 29 m/s (cấp 11)  | [ 14 ]        |
| Bãi Cháy (Quảng Ninh)     | 14 m/s (cấp 7)   | 21 m/s (cấp 9)   | [ 14 ]        |
| Cô Tô (Quảng Ninh)        | 16 m/s (cấp 7)   | 24 m/s (cấp 9)   | [ 14 ]        |
| TP. Thái Bình (Thái Bình) | 13 m/s (cấp 6)   | 18 m/s (cấp 8)   | [ 14 ]        |
| Văn Lý (Nam Định)         | 20 m/s (cấp 8)   | 25 m/s (cấp 10)  | [ 14 ]        |
| Nghĩa Hưng (Nam Định)     | 16 m/s (cấp 7)   | 22 m/s (cấp 9)   | [ 14 ]        |
| TP. Ninh Bình (Ninh Bình) | 10,9 m/s (cấp 6) | 19,1 m/s (cấp 8) | [ 14 ] [ 15 ] |
| Như Tân (Ninh Bình)       | 14,3 m/s (cấp 7) | 18,7 m/s (cấp 8) | [ 14 ] [ 15 ] |
| Nga Sơn (Thanh Hóa)       | 12 m/s (cấp 6)   | 17 m/s (cấp 7)   | [ 14 ] [ 16 ] |
| TP. Thanh Hóa (Thanh Hóa) | 8 m/s (cấp 5)    | 15 m/s (cấp 7)   | [ 14 ] [ 16 ] |
| Hòn Ngư (Nghệ An)         | 12 m/s (cấp 6)   | 14 m/s (cấp 7)   | [ 14 ]        |

Quá trình bão số 7 (Nangka) đổ bộ vào đất liền tỉnh Ninh Bình chiều 14 tháng 10.

Tràn qua đảo Hải Nam ngày 13 tháng 10, bão Nangka làm 2 người chết, 4 người mất tích. Tại nước ta, bão số 7 trút mưa xuống khu vực ven biển và đồng bằng Bắc Bộ với lượng mưa từ 01h00 đến 18h00 ngày 14 tháng 10 phổ biến 80-180mm. Mưa lớn ở miền Bắc còn tiếp diễn trong các ngày 15 và 16 tháng 10 với một số điểm ghi nhận lượng mưa lớn hơn như Yên Bái 411mm, Quảng Ninh 375mm,... Hai đoạn mái kè đê biển thuộc địa bàn huyện Hải Hậu (Nam Định) đã bị sập, sạt, với tổng diện tích các hố võng là 278m². Bão số 7 đổ bộ vào Nam Định, Ninh Bình đã gây mưa lớn và ngập lụt tại miền Bắc, làm 2 người chết, 1 người mất tích, 1 nhà bị sập, 14 nhà hư hỏng. Về nông nghiệp, 870 ha lúa giảm năng suất, 105ha cây rau màu bị thiệt hại (chủ yếu tại Nam Định). Thiệt hại tại Nam Định ước tính 68 tỷ đồng (2.94 triệu USD).
Bão số 7 đổ bộ trái mùa vào miền Bắc khi các tỉnh miền Trung vẫn đang phải hứng chịu trận mưa lũ lịch sử từ ngày 6 tháng 10 do ảnh hưởng của tổ hợp các hình thế như xoáy thuận nhiệt đới, dải hội tụ nhiệt đới, không khí lạnh.